# Grand Prix Hassan II 2019
Grand Prix Hassan II 2019 — тенісний турнір, що проходив на ґрунтових кортах у місті Марракеш, Марокко з 8 квітня. Належав до категорії ATP Tour 250.

## Фінальна частина

### Одиночний розряд
Бенуа Пер —  Пабло Андухар 6–2, 6–3

### Парний розряд
Юрген Мельцер /  Франко Шкугор —  Матве Мідделкоп /  Фредерік Нільсен 6–4, 7–6(8–6)